# Anolis rubiginosus
Anolis rubiginosus – gatunek jaszczurki z rodziny Anolidae i kladu Iguania. Endemit południowego Meksyku.

## Systematyka
Gatunek zaliczany jest do rodzaju Anolis. Zaliczany bywał też do Norops, obecnie uznawanego za młodszy synonim Anolis. Rodzaj Anolis umieszcza się obecnie w monotypowej rodzinie Anolidae. W przeszłości zaliczano go jednak do rodziny legwanowatych (Iguanidae).

## Rozmieszczenie geograficzne
Ten meksykański gad występuje w paśmie górskim Sierra de Juárez w stanie Oaxaca, na wysokości około 2100 m n.p.m.
Bytuje w lasach sosnowo-dębowych pierwotnych i w lasach mglistych, wiedzie po części nadrzewny tryb życia.

## Zagrożenia i ochrona
Występuje rzadko.
Nie istnieją poważne zagrożenia dla tego gatunku. Pomimo tego obejmuje go ochrona prawna w Meksyku.